# هنري بال
هنري بال (بالهولندية: Henri Bal)‏ هو مهندس هولندي، ولد في 16 أبريل 1958.